# Aeroportul Comilla
Aeroportul Comilla (IATA: CLA, ICAO: VGCM) este un aeroport din Bangladesh ce deservește zona Comilla. A fost numit după zona deservită.
Situat la o altitudine de 11 m, aeroportul dispune de o singură pistă.